# Ana Villa (periodista)
Ana Villa es una periodista y música española. Es parte de Nebulossa, donde toca la batería.

## Biografía
Ana Villa es periodista, y desde 2012 trabaja como redactora y social media manager (SMM) de la Revista Teatros.
Como percusionista, ha sido batería y corista del grupo de punk-pop Pantones, y batería de Los Chillers y Monterrosa.
En 2023 formó parte como baterista con el dúo Nebulossa en su presentación en Benidorm Fest 2024, la selección española para el Festival de Eurovisión 2024, con la canción «Zorra». Quedaron primeros en su semifinal el 30 de enero de 2024, clasificándose para la final, que ganaron.
Ya en Eurovisión 2024, como parte de la delegación española, participó el 9 de mayo en el Malmö Arena en la segunda semifinal, donde tocó la percusión con unas baquetas luminosas. Durante la gran final, celebrada el 11 de mayo, Nebulossa actuó en octava posición,pero tras la suma de los votos del jurado especializado y el televoto obtuvieron un total 30 puntos, quedando en la posición 22.